# Eucereon costulatum
Eucereon costulatum là một loài bướm đêm thuộc phân họ Arctiinae, họ Erebidae.